# Tropidtamba grisea
Tropidtamba grisea là một loài bướm đêm trong họ Noctuidae.